# Planinski guan
Planinski guan (lat. Penelopina nigra) je monotipična vrsta roda Penelopina iz porodice Cracidae.
Živi u planinskim krajevima Salvadora, Gvatemale, Hondurasa, južnog Meksika i Nikaragve. Prirodna staništa su mu tropske i subtropske brdovite šume nadmorske visine 500-2500 metara. Prijeti mu veliki pad populacije.
Dug je između 59 i 65 centimetara, a težak je 0.86-0.92 kilograma. Uočava se spolni dimorfizam. Ženka je veća od mužjaka. Mužjak ima sjajno-crna leđa i krila, te tamno-smeđi trbuh. Ženka je smeđa s crnim prugama, a rep je taman. Kljun i vrat su crveni kod oba spola.